# Uta Pippig
Uta Pippig (Lipsia, 7 settembre 1965) è un'ex maratoneta e mezzofondista tedesca.

## Biografia
Crebbe nella Germania Est, dove fu allenata da Friedrich Janke. Nel 1986 e nel 1987 fu campionessa nazionale di maratona della DDR, grazie alle due vittorie nella maratona di Lipsia.
Nel 1990 vinse la sua prima maratona di Berlino, e dopo pochi mesi si trasferì negli Stati Uniti.
Nel 1992 cominciò una straordinaria serie di affermazioni: dopo una seconda vittoria a Berlino, vinse nel 1993 la maratona di New York, nel 1994 la maratona di Boston, nel 1995 nuovamente sia Boston che Berlino, nel 1996 per la terza volta consecutiva Boston. La serie si interruppe in occasione della maratona olimpica di Atlanta 1996, dove - dopo aver percorso in testa i primi 20 km - fu prima ripresa, poi costretta al ritiro.
Il suo miglior tempo personale lo stabilì a Boston nel 1994: 2:21:45, miglior tempo tedesco per 14 anni (fu migliorato dalla tedesca di origini kazake Irina Mikitenko).
Nel 1998 fu squalificata per due anni dalla Federazione tedesca di atletica leggera, perché trovata con un rapporto troppo elevato tra testosterone e epitestosterone. Alla squalifica la Pippig fece ricorso alla giustizia ordinaria, che si chiuse nel 2000 con un accordo.
Nel 2002 si è definitivamente ritirata dalle competizioni.
Nel 2004 ha ottenuto la cittadinanza statunitense. Negli Stati Uniti è stata molto attiva nell'appoggiare progetti di utilità sociale, tra cui la lotta contro il cancro.
Nel 2006 ha fondato l'azienda Take The Magic Step, LLC, di cui è presidente, che si occupa di diffondere gli omonimi programmi per la salute ed il fitness da lei ideati.

## Altre competizioni internazionali
1991
- Coppa Europa di atletica leggera ( Francoforte)